# Kościół Opatrzności Bożej w Łodzi
Kościół Opatrzności Bożej w Łodzi – rzymskokatolicki kościół parafialny należący do parafii pod tym samym wezwaniem (dekanat Łódź-Stoki archidiecezji łódzkiej).

## Historia
Fundamenty zostały poświęcone i kamień węgielny został wmurowany w dniu 3 lipca 1932 roku przez biskupa Wincentego Tymienieckiego. Kościół został zaprojektowany przez inżyniera Wiesława Lisowskiego. Prace budowlane były prowadzone przez Kazimierza Brzozowskiego. W dniu 9 października 1932 roku wspomniany wyżej biskup Wincenty Tymieniecki poświęcił świątynię jako votum błagalne w celu uproszenia złagodzenia kryzysu gospodarczego.